# Svederník
Svederník (in ungherese Szedernye) è un comune della Slovacchia facente parte del distretto di Žilina, nella regione omonima.
Ha dato i natali al pittore Vincent Hložník (1919-1997).